# Strutto

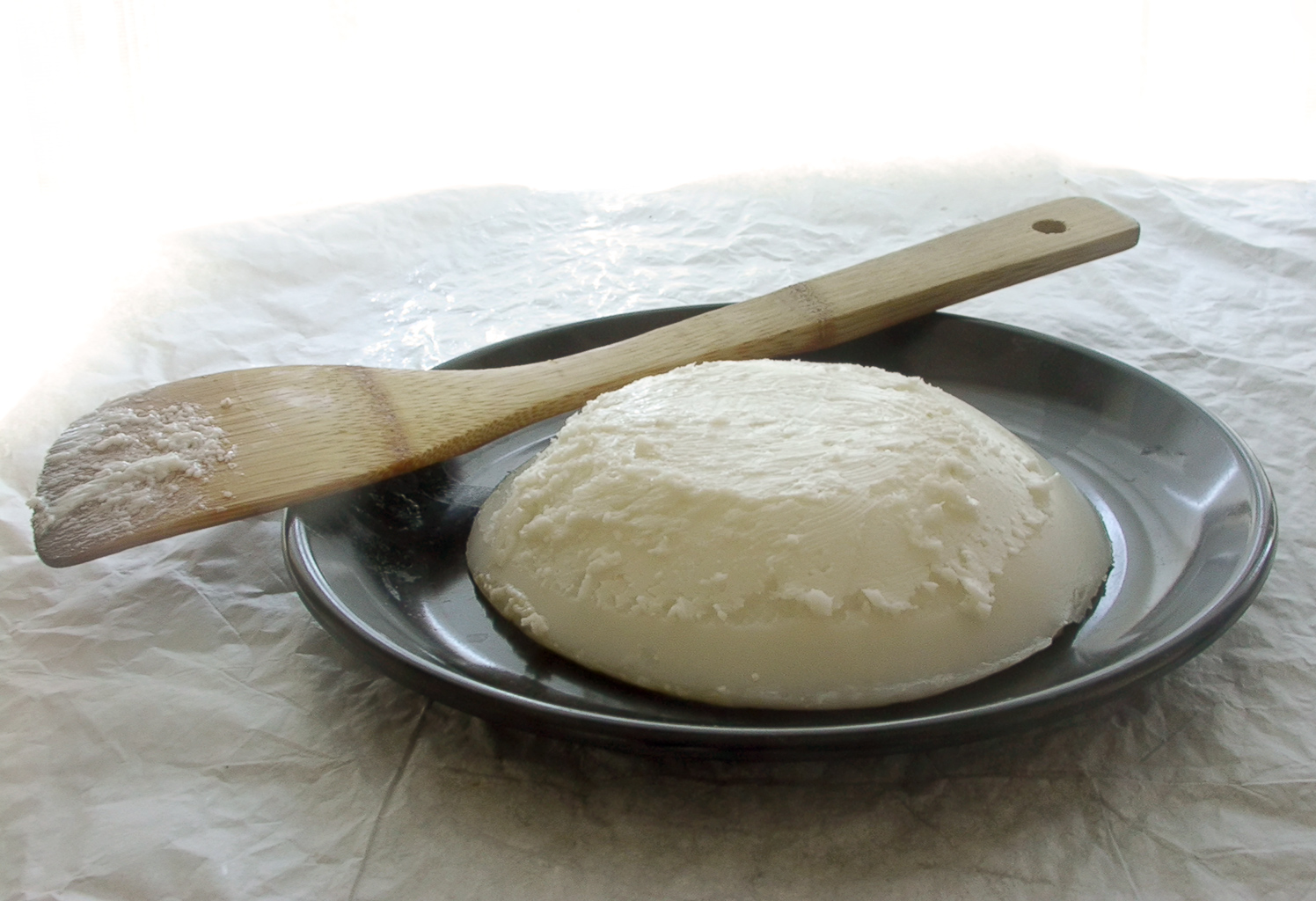
Un panetto di strutto

Lo strutto è un grasso alimentare animale, ottenuto per colatura a caldo, tipicamente in umido, dei grassi presenti nel tessuto adiposo sottocutaneo (lardo) e viscerale (sugna) del maiale.
È comunemente utilizzato per la frittura di pietanze, come sostituto del burro negli impasti e nella panificazione, come condimento o come conservante (le salsicce nella tradizione di varie regioni del centro-sud d'Italia vengono conservate sotto strutto o sugna).

## Descrizione
Si presenta come pasta compatta di colore bianco, che a freddo è praticamente inodore e a caldo emana un odore tenue ma caratteristico: il sapore a caldo è tipico e non molto invasivo. A temperature fino a circa 40-42 °C lo strutto si presenta pastoso e di colore bianco; a temperature superiori avviene la fusione; la consistenza dello strutto fuso è oleosa e appare trasparente alla vista. Eventuali tonalità tendenti al giallo/beige nel colore dello strutto possono derivare dalla doratura caratteristica che assume il grasso nella fase finale della cottura.

### Grasso con cotenna e sugna
Lo strutto si ricava da tutte le parti grasse del maiale. Il tessuto adiposo è, a grandi linee, di tre tipi: sottocutaneo (lardo, pancetta), viscerale (sugna) e strutturale (guanciale, o tessuto adiposo della guancia, che è detto strutturale perché invariante rispetto alla dieta).
Il grasso dorsale è generalmente tutto il grasso sottocutaneo, dunque con cotenna, che presenta una buona percentuale di tessuto fibroso. Questa parte dorsale del suino può essere sottoposta a salagione e stagionatura e diventerà poi lardo; analoghe caratteristiche di stagionabilità dopo la salagione sono presenti anche nella pancetta e nel guanciale.
C'è poi un tessuto adiposo viscerale, cioè interno, quindi non legato alla pelle, poverissimo di tessuto fibroso e di scarsa consistenza, detto sugna.

## Storia
L'impiego dello strutto in Italia ha origini antichissime. Già gli etruschi, che preferivano l'olio di oliva, utilizzavano lo strutto per la preparazione di un tipo di focaccia simile all'attuale piadina. Le popolazioni latine antiche usavano lo strutto come principale tipo di grasso per cucina, poi lentamente surclassato nell'uso dall’olio di oliva in seguito alla diffusione, intorno all'VIII-VI sec. a.C., della coltivazione dell'ulivo. Fu comunque con l'arrivo delle popolazioni barbariche che lo strutto riacquistò importanza, visto che queste avevano una tradizione nell'uso di grassi animali, influenzando poi tutto il medioevo. Il perfezionamento nell'estrazione dello strutto in campo alimentare fu ideato dagli spagnoli durante la loro dominazione in Sicilia. Gli spagnoli lo chiamavano saim; il nome divenne col tempo saìmi e rimane tuttora in dialetto palermitano. A quell'epoca lo strutto veniva prodotto in grandi quantità nel mattatoio di Palermo ed era destinato non soltanto al mercato locale, ma veniva esportato in tutti i paesi sotto la dominazione spagnola. La definizione legale di "strutto" è stata inserita nell'articolo 32 del regio decreto legge n. 2033 del 1925, poi modificata dall'articolo 4 del D.P.R. 30 novembre 1998, n. 502.

## Produzione dello strutto

Una brocca per strutto

Dopo avere rimosso la cotenna dal grasso è sufficiente tagliarlo a pezzetti insieme alla sugna e agli altri ritagli di grasso di recupero. Per lo strutto, si utilizzano esclusivamente i pezzi di grasso sodo del maiale (i pezzi di grasso flaccidi vengono invece destinati alla produzione del grasso). I pezzetti di grasso vengono tenuti ammollo in acqua, che viene cambiata più volte durante il giorno. Generalmente, lo strutto viene prodotto il secondo giorno dopo la macellazione. I pezzettini di grasso vengono messi a cuocere a fuoco lento così da fondere il grasso e consentire l'evaporazione della poca acqua contenuta durante la cottura. Per effetto della temperatura, i pezzetti di grasso rilasciano lo strutto, che viene di norma progressivamente rimosso e deposto ancora caldo nei contenitori che serviranno per la sua conservazione. Nello strutto non viene utilizzato sale per la conservazione. Si usa riporre sul fondo del contenitore una piccola porzione di sale da miniera (pietra di sale), che servirà ad assorbire l'eventuale acqua che potrebbe essere rimasta durante il processo. Quando, dopo alcune ore, i pezzettini di grasso hanno acquistato colore, vengono levati dallo strutto fuso, conditi con sale ed eventualmente altre spezie o aromi, secondo le tradizioni locali, e quindi spremuti con un torchio: anche lo strutto colato viene recuperato, ma tenuto separato dal precedente in quanto già condito. Dopo la cottura e la pressatura, i pezzetti di grasso del maiale, ormai costituito prevalentemente dalla frazione fibrosa del tessuto adiposo, prendono il nome di ciccioli.
Nella produzione industriale/artigianale talvolta si utilizza il vapore ad alta temperatura come fonte di calore e a volte allo strutto si aggiungono antiossidanti e/o sale per una migliore conservazione, in quanto la mancanza di antiossidanti naturali fa sì che lo strutto irrancidisca facilmente se tenuto all'aria. Lo strutto può essere conservato anche per diversi mesi, ma deve essere conservato in frigorifero con un confezionamento tale da garantire l'isolamento del prodotto dall'aria e in assenza di contaminanti; oppure in congelatore, sempre dentro contenitori chiusi, per un tempo ancora più lungo.
| I maggiori produttori di strutto nel 2018 | I maggiori produttori di strutto nel 2018 |
| Paese                                     | Produzione (tonnellate)                   |
| ----------------------------------------- | ----------------------------------------- |
| Cina                                      | 2.544.847                                 |
| Germania                                  | 549.989                                   |
| Brasile                                   | 508.600                                   |
| Stati Uniti                               | 447.474                                   |
| Russia                                    | 434.100                                   |
| Italia                                    | 215.513                                   |
| Polonia                                   | 174.649                                   |
| Romania                                   | 148.997                                   |
| Francia                                   | 146.519                                   |
| Messico                                   | 143.842                                   |

## Usi

### In cucina

Una lattina di strutto

Tra le ricette tradizionali italiane contenenti lo strutto vi sono: la piadina romagnola, la schiacciatina mantovana, l'erbazzone reggiano, le crescentine modenesi, lo gnocco fritto emiliano, le seadas e le pardulas sarde, le brioche, i cannoli siciliani e il casatiello e il tarallo 'nzogna e pepe napoletani.
A livello artigianale lo strutto è usato nella produzione della Coppia Ferrarese - I.G.P., un pane tradizionale di Ferrara, prodotto secondo un rigido disciplinare, che ha una consistenza e una forma caratteristica con una fragranza tipica.
A livello industriale e artigianale viene impiegato per la produzione di prodotti da forno (pane, pizza, taralli ecc.) in quanto l'impiego dello strutto nell'impasto rende più friabile la massa del glutine presente nel prodotto, aumenta il volume dell'impasto rallentando le perdita di umidità e conferisce sapore e fragranza, rallenta il raffermamento (i grassi avvolgendo le eliche dell'amido ne impediscono il ripiegamento); per questo motivo lo strutto e altri grassi sono presenti nei prodotti panificati a lunga conservazione e sono insostituibili come conservanti. Nei processi di panificazione, per questa funzione che lo strutto svolge, talvolta esso fa parte degli ingredienti che compongono quei prodotti definiti genericamente "miglioratori".
In pasticceria viene usato per dolci locali e regionali per dare una buona friabilità al prodotto finito o anche per friggerli, come nel caso della patacia. Si usa ancora nella preparazione artigianale e industriale delle sfoglie per dolci (paste, creme in primis).
L'elevato punto di fumo (circa 250 °C) lo rende ideale per la frittura dei cibi, in particolare per gnocco fritto, frappe (chiacchiere di carnevale) e milza (nel pani câ meusa, il panino con la milza della tradizione culinaria palermitana).

### Nella stagionatura del prosciutto
Lo strutto, solitamente macinato e adeguatamente mescolato con sale, pepe e talvolta con farine fini di cereali, può essere impiegato nella stagionatura dei prosciutti. Infatti, la sugnatura è un procedimento con cui, durante la stagionatura del prosciutto, si ricopre a mano la sua parte magra esposta all'aria, al fine di rallentare l'essiccazione e conferire, nel contempo, alla carne superficiale, a contatto con la sugna, un grado di essiccazione omogeneo a quella più interna del prosciutto. Questo accorgimento dà luogo a una migliore qualità del prosciutto che, al taglio, presenta una fetta avente morbidezza omogenea in tutta la sua superficie. Inoltre, questa operazione previene screpolature del muscolo, che porterebbero il prosciutto sia a un irrancidimento precoce per il contatto con l'aria, sia all'eventuale entrata nella carne di parassiti che ne minerebbero le condizioni igieniche e di conservazione durante la stagionatura.

### Altri usi
Tra gli usi non culinari certamente il più diffuso era la produzione casalinga di sapone: lo strutto veniva messo a reagire in giuste proporzioni con soda caustica, talco e pece greca dopodiché il sapone risultante veniva tagliato in pezzi per l'uso.
In Sicilia, la cosiddetta "saimi veccia" (strutto vecchio), fatta in casa, viene usata per prevenire ematomi nei bambini in seguito ad una caduta.

## Composizione media
Non è di facile digeribilità e ha un alto tenore di acidi grassi saturi, anche se con i moderni metodi di allevamento dei suini si sono ottenuti ottimi risultati, con prevalenza di acidi grassi insaturi.

### Composizione in acidi grassi
- acido laurico: tracce
- acido miristico: 1-3%
- acido palmitico: 26-30%
- acido stearico: 11-18%
- acido arachidico: tracce - 0,5%
- acido miristoleico: 0,1 - 0,4%
- acido palmitoleico: 0,5-3%
- acido oleico: 41-58%
- acido linoleico: 3-14%
- acido linolenico: 0,1-0,6%
- acido arachidonico: 0,1-0,4%
- altri acidi C20-C22 insaturi: 0,5 - 1%[13]

### Dati chimico-fisici
- Indice di rifrazione (40 °C): 1,4586-1,4607
- Peso specifico a 15 °C: 0,931-0,938 g/ml
- Punto di fusione: 28-49 °C
- Punto di solidificazione: 22-32 °C
- Titolo (punto di solidificazione acidi grassi): 34-40 °C
- numero di iodio: 46-66
- numero di saponificazione: 195-200
- insaponificabile: 0,2-0,4%
- numero di acidi grassi fissi: 95-96
- numero di solfocianogeno: 44,2 circa[13]